# Сорокопенино
Сорокопе́нино — деревня в Конаковском районе Тверской области. Входит в состав Селиховского сельского поселения.

## География
Находится в юго-восточной части Тверской области на расстоянии приблизительно 1 км на юго-восток по прямой от районного центра города Конаково на правом берегу речки Донховка.

## История
Известна с 1629 года. В 1859 году здесь (деревня Корчевского уезда Тверской губернии) был учтен 21 двор.

## Население
| 2010 |
| ---- |
| 61   |

Численность населения: 213 человек (1859 год), 50 (русские 96 %) в 2002 году, 61 в 2010.

## Известные уроженцы, жители
- Сидоров, Валентин Михайлович (1928—2021) — советский и российский художник, председатель правления Союза художников России (1987—2009).

## Инфраструктура
Личное подсобное хозяйство с зоной сельскохозяйственного использования, индивидуальная застройка усадебного типа.

## Транспорт
Деревня доступна автотранспортом. 